# Agriotes oxianus
Agriotes oxianus là một loài bọ cánh cứng trong họ Elateridae. Loài này được Iablokoff-Khnzorian miêu tả khoa học năm 1970.